# Fissió nuclear

Representació animada de la fissió nuclear, un neutró impacta amb un nucli i el divideix en dos nuclis més petits, alliberant-se tres neutrons que poden impactar amb d'altres nuclis recomençant el procés.

Central nuclear de fissió

Una fissió nuclear és una reacció nuclear mitjançant la qual un nucli atòmic pesant es divideix en dos o més nuclis lleugers i potser altres subproductes, generalment neutrons i fotons, sovint en forma de raigs gamma. La fissió pot ser una reacció molt exotèrmica que alliberi una quantitat substancial d'energia, tant en forma de radiació electromagnètica com en forma d'energia cinètica, que escalfa el material on es produeix. Aquesta energia estava prèviament emmagatzemada com a energia d'enllaç forta entre els nucleons. La fissió nuclear és una forma de transmutació atès que els fragments que es produeixen són elements diferents de l'original.
La fissió es pot fer de diverses formes. Generalment hom bombardeja el nucli amb un neutró de l'energia adequada. Aquest neutró lliure és absorbit pel nucli, que esdevé inestable i es divideix en diverses peces (productes de fissió). Aquestes peces generalment consisteixen en dos nuclis més lleugers, dos o tres neutrons lliures i alguns fotons. La fissió nuclear també es pot induir pel bombardeig amb protons, altres nuclis, o fotons molt energètics. En alguns elements, la fissió nuclear pot fins i tot esdevenir de manera espontània. La fissió nuclear és tant més fàcil com més pesant sigui el nucli atòmic original. Els elements més habituals per produir fissió són l'urani i el plutoni.
A la fissió de l'urani 235 es produeixen uns 925 megawatts d'energia. A cada fissió es desprèn un nombre mitjà de 2,42 neutrons de fissió per a una energia neutrònica de 0,025 electró-volts (neutrons lents), o 2'07 neutrons de mitjana per a cada fissió (i majors per a energies neutroniques una mica majors). L'energia cinètica dels neutrons obtinguts per fissió és de l'ordre de dos electró-volts. Més del 99% dels neutrons produïts són instantanis i la resta són neutrons retardats. Tanmateix els productes que genera la fissió nuclear són radioactius i continuen actius durant milers d'anys, cosa que fa que el tractament dels residus radioactius sigui un problema important a considerar. La preocupació per l'acumulació i el tractament dels residus nuclears i també per l'efecte destructiu de les armes nuclears s'oposen als avantatges de l'energia nuclear obtinguda a centrals nuclears com a font d'energia primària i han fet sorgir un debat polític i social sobre la seva conveniència.

## Història
La fissió nuclear en cadena no és habitual a la naturalesa, fins al 1972 es va descobrir aquest fenomen a uns dipòsits de mineral a Oklo (Gabon), tot i que havia estat postulat per Paul Kuroda el 1956. El físic francès Francis Perrin va descobrir a la regió d'Oklo setze llocs on fa uns dos milions d'anys s'hauria produït una fissió nuclear autosostinguda a gran escala. Aquest procés s'hauria basat en l'urani natural i la reacció hauria estat moderada per l'aigua corrent, això va ser possible perquè llavors l'urani natural era més ric que ara en l'isòtop físsil U-235, al voltant del 3%, que avui dia, que conté només un 0,7% i cal que sigui enriquit (fins al 3%) per tal de poder ser utilitzat als reactors nuclears que utilitzen aigua lleugera.

### Descoberta de la fissió artificial
Ernest Rutherford va ser el primer a trencar un àtom el 1917, el seu equip va bombardejar nitrogen amb partícules alfa naturals procedents d'un material radioactiu, observant l'emissió d'un protó amb una energia més gran que la de la partícula alfa. El 1932 els seus estudiants John Cockcroft i Ernest Walton, treballant sota la seva direcció, van intentar de trencar els nuclis amb mitjans artificials, utilitzant un accelerador de partícules per bombardejar liti amb protons produint dos nuclis d'heli.
Després que el 1932 el físic James Chadwick va descobrir els neutrons, el 1934 Enrico Fermi i els seus col·legues van estudiar a Roma els resultats de bombardejar urani amb neutrons, essent els primers a fer-ho però els resultats no van ser interpretats correctament fins alguns anys més tard. La primera persona que va mencionar la idea de la fissió nuclear va ser Ida Noddack el 1934.
Després de la publicació dels treballs de Fermi, a Alemanya Lise Meitner, Otto Hahn i Fritz Strassmann van començar a dur a terme experiments similars. Meitner era una jueva austríaca i el 1938 va perdre la seva nacionalitat a causa de l'Anschluss, per això va haver de fugir a Suècia des d'on va continuar col·laborant per correu i amb reunions amb Hahn a Suècia. Per una causalitat el nebot de Meitner, Otto Robert Frisch, també refugiat, era a Suècia quan va rebre una carta de Hahn descrivint alguns dels productes que resultaven de bombardejar urani amb neutrons, obtenien bari i no radi (el bari té al voltant del 60% el pes atòmic de l'urani). Frisch es va mostrar escèptic sobre la fiabilitat dels resultats però Meitner confiava en la capacitat de Hahn com a químic. Marie Curie havia separat el bari del radi durant molts anys i les tècniques eren ben conegudes.
El desembre del 1938 Otto Hahn i el seu assistent Fritz Strassmann que treballaven al Kaiser-Wilhelm-Institut für Chemie de Berlín van enviar un manuscrit a la revista científica Die Naturwissenschaften (Ciències Naturals) on informaven que havien detectat l'element bari després de bombardejar urani amb neutrons. De manera simultània van comunicar els seus resultats a Lise Meitner, que juntament amb Otto Robert Frisch, va interpretar els resultats correctament com una fissió nuclear. Frisch va confirmar els resultats experimentalment el 13 de gener del 1939. El 1944 Hahn va rebre el Premi Nobel de Química pel descobriment de la fissió nuclear. Però alguns historiadors que han documentat la història del descobriment pensen que Meitner també havia d'haver estat premiada amb el Nobel conjuntament amb Hahn.
El 16 de gener del 1939 Niels Bohr va arribar als Estats Units per passar uns mesos a la Universitat de Princeton, poc abans de la serva marxa de Dinamarca dos dels seus col·legues, Lise Meitner i Otto Frisch, l'havien fet coneixedor de la seva hipòtesi segons la que l'absorció d'un neutró per un nucli d'urani provocaria la seva escissió en dues parts aproximadament iguals i l'alliberament d'una enorme quantitat d'energia. Van anomenar el fenomen fissió nuclear. Aquesta hipòtesi es basava sobre la descoberta d'Otto Hahn i Fritz Strassmann que demostrava que en bombardejar urani amb neutrons s'obtenia un isòtop del bari i que havia estat publicada a la revista Die Naturwissenschaften de la Max-Planck-Gesellschaft.
Bohr havia promès de guardar el secret de la interpretació de Lise Meitner i Otto Frisch fins que publiquessin un article per tal d'assegurar la paternitat de la descoberta, però a bord del vaixell que el portava als Estats Units en va parlar amb Léon Rosenfeld sense demanar-li de respectar el secret. A la seva arribada Rosenfeld ho va comentar amb els físics de Princeton i la notícia es va expandir arribant a físics com Enrico Fermi de la Universitat de Colúmbia. Les converses entre Fermi, John Ray Dunning i George Braxton Pegram els va conduir a la recerca a Columbia sobre les radiacions ionitzants produïdes pels fragments de nuclis d'urani obtinguts després de la fissió.
El 26 de gener del 1939 va haver-hi una conferència de física teòrica a Washington DC organitzada conjuntament per la Universitat George Washington i la Carnegie Institution for Science. Fermi va deixar Nova York per participar en la conferència abans del començament d'experiments sobre la fissió a Columbia. Bohr i Fermi van discutir sobre el problema de la fissió en particular Fermi va apuntar la possibilitat que durant el procés es poguessin emetre neutrons. Tot i que només era una hipòtesi, les seves conseqüències, la possibilitat d'una reacció en cadena, eren evidents. Abans d'acabar la conferència ja s'havien publicat nombrosos articles sobre el tema i es van començar a desenvolupar experiments per confirmar la tesi de la fissió del nucli.
El 15 de febrer del 1939, a la Physical Review quatre laboratoris anunciaren resultats positius: Universitat de Colúmbia, Carnegie Institution de Washington, Universitat Johns-Hopkins i Universitat de Califòrnia. En aquest moment Bohr coneixia experiències similars al seu laboratori de Copenhaguen cap al 15 de gener (carta d'Otto Frisch a la revista Nature, datada el 16 de gener del 1939 i publicada al número del 18 de febrer). A partir d'aquest moment les publicacions sobre la fissió nuclear serien molt freqüents.
A París, l'equip de Frédéric Joliot-Curie va descobrir que es produïen neutrons secundaris durant la fissió de l'urani, fent viable una reacció en cadena. La quantitat d'uns dos neutrons emesos durant la fissió de l'urani va ser verificada independentment per Leo Szilárd i Walter Henry Zinn. El nombre de neutrons emesos durant la fissió de l'urani 235 va ser fixat en 3,5 per fissió, i més tard corregit a 2,6, per Frédéric Joliot-Curie, Hans von Halban i Lew Kowarski.

## Descripció

Esquema de la reacció nuclear de l'urani 235.
1) Un nucli d'urani 235 és "bombardejat" per un neutró i es produeix la fissió que trenca el nucli en dos fragments alliberant tres neutrons i energia.
2) Un d'aquests neutrons són absorbits per un altre nucli d'urani 238 i es perd. Un segon neutró pot "escapar" del sistema o ser absorbit per un element que no continuï la reacció. El tercer neutró és absorbit per un nucli d'urani 235 que es divideix en dos fragments per alliberant dos neutrons i energia.
3) Els dos neutrons alliberats col·lideixen amb dos nuclis d'urani 235 i cada nucli allibera d'un a tres neutrons que s'utilitzen per continuar la reacció en cadena.

A la fissió nuclear, quan un nucli de material físsil (que es pot fissionar amb neutrons de qualsevol energia cinètica) o fissionable (que només es fissiona amb neutrons d'alta energia cinètica, anomenats neutrons ràpids) absorbeix un neutró es fissiona produint dos o més nuclis més petits i un nombre variable de nous neutrons. Els isòtops produïts per aquesta reacció són radioactius perquè posseïxen un excés de neutrons i pateixen a una cadena de desintegració beta fins a arribar a una configuració estable. Durant la fissió es produeixen habitualment entre 2 i 3 neutrons ràpids lliures.
L'energia total alliberada per la fissió d'un nucli d'urani 235 és de 211 MeV, una immensa quantitat donada per la fórmula:
{\displaystyle E=M_{U^{235}+n}~c^{2}-M_{P}~c^{2}}
on la primera massa és la massa del nucli d'urani 235 i del neutró incident, la segona massa és la suma de les masses dels nuclis i neutrons produïts i c és la velocitat de la llum en de buit (299.792.458 m/s). Per això en aquest fenomen una part de la massa inicial i es converteix en energia en diverses formes, la major part (uns 167 MeV) en energia cinètica dels fragments pesants produïts durant la reacció. Al voltant d'11 MeV són transportats pels neutrins emesos en el moment de la fissió, mentre que l'energia realment explotable en forma de calor és d'uns 200 MeV per cada fissió. En un procés comú de combustió, l'oxidació d'un àtom de carboni proporciona una energia al voltant de 4 eV, una energia que és menys de cinquanta milionèsimes de la produïda a la reacció de fissió nuclear.
Els nous neutrons que es produeixen poden ser absorbits pels nuclis dels àtoms d'urani 235 veïns: si això passa es pot produir una nova fissió d'un nucli. Si el nombre de neutrons que donen lloc a la noves fissions és major que 1 tindrem una reacció en cadena, on el nombre de fissions augmentarà de forma exponencial, si el nombre és igual a 1, tindrem una reacció estable, en aquest cas parla de massa crítica. La massa crítica és, doncs, aquella concentració i disposició dels àtoms amb nuclis físsils necessaris perquè la reacció en cadena es mantingui estable i sense variacions en el nombre de neutrons en el sistema. Si es canvia aquesta disposició, llavors el nombre de neutrons absorbits pot caure, en aquest cas la reacció s'atura, o pot augmentar, llavors la reacció augmenta exponencialment.
Podem escriure:
{\displaystyle K={\frac {\mathrm {neutrons\ presents\ en\ una\ generaci{\acute {o}}} }{\mathrm {neutrons\ de\ la\ generaci{\acute {o}}\ precedent} }}}
si la disposició és tal que té un coeficient de multiplicació K > 1, llavors el nombre de neutrons augmenta, si K < 1 disminueix, mentre que si K = 1, el nombre de neutrons que es manté estable i es parla de massa crítica. La quantitat K es defineix en física de reactors factor de multiplicació efectiu i és crucial per al control del reactor.
La fissió nuclear és el procés sobre el que es basa el funcionament dels reactors de fissió nuclear i de les bombes atòmiques (millor dit, nuclears). Si per als reactors nuclears del valor de K no hauria de superar mai el valor de la unitat si no és per un valor molt baix (com quan s'augmenta la potència del reactor i llavors pot arribar a K = 1,005), en canvi, en el cas de les armes nuclears el valor de K ha de ser tan alt com sigui possible i pot arribar a K = 1'2.
L'urani es troba a la natura com una barreja de dos isòtops: urani 238 i urani 235 en una proporció de 150 a 1, per la qual cosa l'urani 235 és només el 0,7% de la quantitat total d'urani, i només aquest últim és físsil. El procés de l'enriquiment de l'urani consisteix a augmentar el percentatge en massa d'urani 235 a costa de l'urani 238 per tal de poder disposar d'un nombre de nuclis físsils prou gran per fer funcionar el reactor. L'enriquiment varia entre el 3% i el 5%, però per construir una bomba nuclear arriba fins al 90%. La presència d'impureses i dels àtoms d'urani 238 a la reacció fan que només una part dels neutrons emesos sigui absorbida per nuclis físsils, la mateixa funció fan als reactors unes barres especials que estan dissenyades amb materials que absorbeixen neutrons per controlar la reacció en cadena.

## El fenomen

Diagrama simplificat de la fissió nuclear. A la part superior un neutró és a punt de col·lidir amb un nucli d'urani 235. Al centre, el neutró ha estat absorbit i el nucli esdevé temporalment un àtom inestable d'urani 236. A la part inferior, l'urani 236 s'ha fissionat donant origen a dos fragments (Ba-141 i Kr-92), tres neutrons i a l'alliberament d'una gran quantitat d'energia.

Hi ha dos tipus de fissió: la fissió espontània i la fissió induïda. La matèria físsil és aquella que disposa de nuclis físsils, aquells que tenen un nombre atòmic superior o igual a 98, tots formen part de la sèrie dels actínids.

### Fissió espontània
El fenomen de la fissió espontània va ser descobert el 1940 pels físics soviètics Giorgi Nikolaievitx Fliorov (Гео́ргий Никола́евич Флёров) i Konstantin Petrzhak (Константин Антонович Петржак) treballant amb nuclis d'urani 238.
Es parla de fissió nuclear espontània quan un nucli es desintegra en diversos fragments sense que hi hagi l'absorció prèvia d'una partícula. Aquest tipus de fissió només és possible en el cas dels nuclis extremadament pesants perquè l'energia d'enllaç per nucleó és més petita que per al cas dels nuclis mitjanament pesants que se'n formen.
L'urani 235 (present a la natura en una petita proporció) i especialment el californi 252 són dos exemples de nuclis espontàniament físsils.

### Fissió induïda
La fissió induïda es produeix quan un nucli pesant captura una altra partícula, habitualment un neutró, i el nucli així compost es desintegra en diversos fragments més petits. La fissió induïda de l'urani 235 per absorció d'un neutró és la reacció d'aquest tipus més coneguda, es desenvolupa d'aquesta manera:
{\displaystyle {}_{92}^{235}\mathrm {U} +{}_{0}^{1}n\rightarrow {}_{92}^{236}\mathrm {U} \rightarrow X+Y+k~{}_{0}^{1}n}
on X i Y són dos nuclis mitjanament pesants i generalment radioactius que reben el nom de productes de la fissió.
D'aquesta manera la fissió d'un nucli d'urani 235 pot donar dos productes de fissió, el criptó i el bari acompanyats de tres neutrons:
{\displaystyle {}_{92}^{235}\mathrm {U} +{}_{0}^{1}n\rightarrow {}_{36}^{93}\mathrm {Kr} +{}_{56}^{140}\mathrm {Ba} +3~{}_{0}^{1}n}
Les fissión induïdes més utilitzades són les de l'urani-235, l'urani 238 i el plutoni-239.

### Balanç de neutrons
Durant la fissió s'emeten uns neutrons ràpids, també anomenats neutrons promptes. Més tard, després de l'emissió d'aquests neutrons promptes, els productes de la fissió comencen a desintegrar-se per un procés de desintegració beta i per l'emissió de neutrons després de les desintegracions beta. Atès que aquests altres neutrons són alliberats després de neutrons ràpids, reben el nom de neutrons retardats. Aquests darrers neutrons representen menys de l'u per cent del total de neutrons produïts de mitjana a les reaccions de fissió de l'urani.
La probabilitat que un neutró fissioni un nucli físsil depèn de la seva energia. Per tal que el neutró fissioni un nucli d'urani i no sigui absorbit per ell, sense produir fissió, cal que el neutró sigui més lent del que van a la natura habitualment, però amb una velocitat similar a la que van els neutrons retardats. Aquests neutrons, també anomenats neutrons tèrmics i que s'usen als reactors nuclears tèrmics, tenen una energia aproximada de 0'025 electró-volts. En el cas de l'urani radioactiu (urani 235) hi ha una mitjana de 2'07 d'aquests neutrons per cada absorció, sigui per captura o fissió, i 2'42 neutrons de mitjana a cada fissió. Aquests valors poden ser una mica majors per a valors majors de l'energia cinètica del neutró. Per al control d'un reactor nuclear és important saber que els seus períodes de semidesintegració estan compresos entre 0'2 i 55 segons.
L'aigua, el beril·li metàl·lic i el grafit són materials moderadors s'utilitzen per alentir els neutrons en certs tipus de reactors. Els neutrons col·lideixen amb aquestes molècules petites i van perdent energia a cada una d'elles. Així, el moderador d'un reactor nuclear fa augmentar el nombre de neutrons lents i, per tant, el nombre de fissions nuclears, cosa que fa augmentar la potència de la central nuclear.
La taula següent mostra el nombre de neutrons alliberats de mitjana per cada fissió causada per un neutró tèrmic per a cada tipus de nucli considerat:
| Tipus de nucli                           | Nombre mig de neutrons alliberats |
| ---------------------------------------- | --------------------------------- |
| {\displaystyle {}_{}^{233}\mathrm {U} }  | 2,49                              |
| {\displaystyle {}_{}^{235}\mathrm {U} }  | 2,42                              |
| {\displaystyle {}_{}^{238}\mathrm {U} }  | — *                               |
| Urani natural                            | 2,48                              |
| {\displaystyle {}_{}^{239}\mathrm {Pu} } | 2,90                              |
| {\displaystyle {}_{}^{241}\mathrm {Pu} } | 3,00                              |

* L'urani 238 només és físsil per neutrons ràpids. 
Cal ressaltar que els isòtops d'urani (U) i plutoni (Pu) físsils per neutrons tèrmics tenen masses atòmiques imparells.

Distribució dels productes de fissió de l'urani-235

### Repartiment de les masses als productes de fissió
La distribució de la massa als productes de fissió segueix una distribució bimodal, amb dos màxims. Més d'un centenar de núclids diferents poden ser alliberats durant la fissió de l'urani. Tots aquests núclids tenen un nombre atòmic entre Z=33 i Z=59. La fissió crea nuclis de nombre màssic (nombre de nucleons) al voltant de A=95 (brom, criptó, zirconi) per a un dels fragments i A=139 (iode, xenó, bari) per l'altre.
Un repartiment simètric (A=118 per l'urani 235) de les masses dels productes de fissió (0,1% de les fissions) o una fissió en tres fragments (fissió ternària, 0,005% de les fissions) són molt rares.

### Balanç energètic
Cada nucli d'urani 235 sotmès a la fissió allibera energia i, per tant, calor. L'origen d'aquesta energia troba la seva explicació en el balanç d'energies entre el nucli inicial i els dos nuclis produïts: els protons d'un mateix nucli es repel·leixen vigorosament a causa de les seves càrregues electroestàtiques, més com més elevat sigui el seu nombre (model de la gota líquida), l'energia corresponent creix més ràpid que la proporció del nombre de protons.
La fissió es tradueix en un alliberament d'energia, que es transmet principalment als productes de fissió i els neutrons en forma d'energia cinètica, que ràpidament es transforma en calor
La taula següent resumeix el balanç energètic de la fissió de l'urani 235:
| Procedència                               | Energia (MeV) |
| ----------------------------------------- | ------------- |
| Energia cinètica dels productes de fissió | 168           |
| Neutrins                                  | 10            |
| Energia de les partícules beta            | 7             |
| Energia gamma instantània                 | 7             |
| Energia gamma dels productes de fissió    | 6             |
| Energia dels neutrons                     | 5             |
| Total                                     | 203           |

Es pot aproximar que per a una fissió d'urani 235 s'obtenen uns dos-cents megawatts d'energia, és a dir uns 32 · 10-12 joules o, cosa que és el mateix, que es pot obtenir un joule d'energia amb 3'1 · 10¹⁰ fissions. Això significa que amb un quilogram d'urani 235 pur fissionat obtindriem idealment uns 925 megawatts.
El calor produït durant la fissió de nuclis físsils d'urani-235 es pot utilitzar per convertir l'aigua líquida en vapor a pressió, que permetrà accionar una turbina, que així produeix energia mecànica que en passar per un alternador, es transforma en electricitat. Aquesta és la tecnologia bàsica en la que es basen les centrals nuclears utilitzades per a generar electricitat. Cal recordar que a cada procés i a cada transformació energètica es produeixen pèrdues d'aquesta que es dissipa en forma de calor no aprofitable.

### Massa crítica
No hi ha prou que el factor multiplicador dels neutrons sigui més gran que la unitat per tal que s'iniciï la reacció en cadena. D'una banda els neutrons són inestables i es poden desintegrat, però això té poca importància perquè el seu temps de vida mig és de gairebé un quart d'hora, però sobretot el problema és que poder sortir del medi on es pot produir la reacció en cadena. És necessari que tinguin una col·lisió abans de sortir d'aquest medi, d'altra manera no participaran en la reacció en cadena. Això comporta que el gruix mitjà del medi físsil ha de ser prou gran per assegurar un probabilitat suficient de què els neutrons trobin un nucli físsil en el seu camí. El que porta a la noció de massa crítica de la matèria físsil, que seria una massa per sota de la qual no es tindria prou neutrons, sigui quina sigui la forma de la càrrega físsil, per tal de mantenir la reacció. Això explica per què no es poden fer minireactors nuclears o minibombes atòmiques.

## Residus de la reacció
Els àtoms amb un nombre màssic major tenen més neutrons en el seu nucli que aquells que tenen menor nombre màssic, per això un procés de fissió produeix fragments de fissió amb un gran nombre de neutrons; per tant aquests isòtops han de patir un procés de desintegració beta prou vegades com per esdevenir estables. El temps de desintegració d'aquests elements depèn del tipus de nucli produït i pot variar des d'uns pocs mil·lisegons fins a desenes d'anys. Totes les reaccions de fissió produeixen isòtops radioactius i alguns d'aquests romanen actius durant molt de temps.

## Reactors nuclears de fissió

### Reactors tèrmics
Les reaccions de fissió de l'urani 235 es produeixen als reactors nuclears anomenats tèrmics, en presència d'un gran nombre de nuclis d'urani 238, que absorbeixen una part dels neutrons transformant-se en urani 239, que ràpidament pateix dues desintegracions beta esdevenint plutoni-239, que té un temps de desintegració molt més llarg (al voltant de 24.000 anys). D'aquesta manera les reaccions de fissió produeixen moltes substàncies radioactives extremadament perilloses, però mentre molts dels residus produïts per la fissió es desintegren en unes poques dècades, el plutoni resta radioactiu durant un temps que a escala humana és pràcticament etern.

### Reactors ràpids
Una altra manera d'abordar el problema de la producció de plutoni, a més de l'ús de MOX als tèrmics, podria ser la construcció de reactors de neutrons ràpids on a més de la fissió de l'urani 235 també ho fa una part del plutoni-240 format per la fertilització de l'urani 238. Un consorci italià, francès i alemany va desenvolupar el primer i per ara únic exemple d'un reactor comercial d'aquest tipus, el Superphénix a Creys-Mépieu (Isèra, Roine-Alps), que es refreda amb sodi líquid.
Aquest projecte ha estat abandonat a causa dels costos econòmics i els problemes tecnològics de la utilització del sodi. A més, els reactors ràpids consumeixen més combustible i són per tant menys sostenibles; i amb la tecnologia actual tenen importants problemes propis no només de residus i mediambientals sinó també de seguretat.